# الانتخابات الرئاسية الفلسطينية 2021
الانتخابات الرئاسية الفلسطينية (المؤجلة) 2021 هي انتخابات رئاسية كان من المفترض أن تُجرى لاختيار رئيس دولة فلسطين في 31 يوليو 2021، وفقًا لمرسوم صادر عن الرئيس محمود عباس في 15 يناير 2021. رحبت حركة حماس بالإعلان، إلى جانب الأمم المتحدة والاتحاد الأوروبي، وعدد من الدول. اتفقت حماس وفتح وجماعات أخرى في 9 فبراير على «آليات» الانتخابات، والتي تشمل المحكمة الانتخابية والتزامات التصويت.
ستقوم لجنة الانتخابات المركزية الفلسطينية بإجراء الانتخابات. قال رئيس لجنة الانتخابات المركزية حنا ناصر في يناير 2021 إن «حوالي مليوني فلسطيني في الضفة الغربية (تشمل القدس الشرقية) قطاع غزة مؤهلون للتصويت».
في 2 مارس 2021، بعد انقضاء الموعد النهائي للتسجيل في سجل الانتخاب، صرحت لجنة الانتخابات المركزية أن 2.6 مليون من أصل 2.8 مليون ناخب مؤهل في الضفة الغربية وقطاع غزة قد سجلوا.